# Karl Schaum
Ferdinand Karl Franz Schaum (* 14. Juli 1870 in Frankfurt am Main; † 30. Januar 1947 in Gießen) war ein deutscher Physikochemiker.

## Leben
Schaum studierte in Basel, Berlin, Leipzig und Marburg und promovierte 1893 bei Theodor Zincke an der Universität Marburg. Seit 1889 gehörte er der Burschenschaft Alemannia Marburg an. Anschließend war er dort  Assistent am Chemischen Institut. 1894 bis 1895 studierte er Physikalische Chemie bei Wilhelm Ostwald an der Universität Leipzig. Danach habilitierte er sich in Marburg 1897 in Physikalischer Chemie zum Thema Die Arten der Isomerie – Eine kritische Studie und 1903 in Experimentalphysik. Ab 1901 war er am Marburger Physikalischen Institut als Assistent tätig. Ab 1904 war er als außerordentlicher Professor für Physikalische Chemie in Marburg tätig.  1908 erhielt er einen Ruf nach Leipzig, wo er eine außerordentliche Professur für Photochemie und Wissenschaftliche Photographie erhielt. Im Jahr 1914 wurde er Direktor des Physikalisch-Chemischen Instituts und Professor für Physikalische, Theoretische und Anorganische Chemie in Gießen. 1935 folgte seine Emeritierung. Schaum veröffentlichte zahlreiche Bücher und war Mitherausgeber des Handwörterbuchs der Naturwissenschaften, sowie zusammen mit Eugen Englisch, der Zeitschrift für wissenschaftliche Photographie, Photophysik und Photochemie.
Er war Mitglied der Gesellschaft zur Beförderung der gesamten Naturwissenschaften Marburg.
Schaum war verheiratet mit Eleonore (geb. 1884), Tochter des Marburger Archivars Georg Winter. Aus der Ehe gingen die vier Kinder Ria, Liesel, Gustav und Karl hervor.

## Bücher
- Karl Schaum und Ernst Teichmann (Hrsg.). Kraft und Leben in der Natur. Verlag der Dürr’schen Buchhandlung, Leipzig, 1904